# Friluftsliv

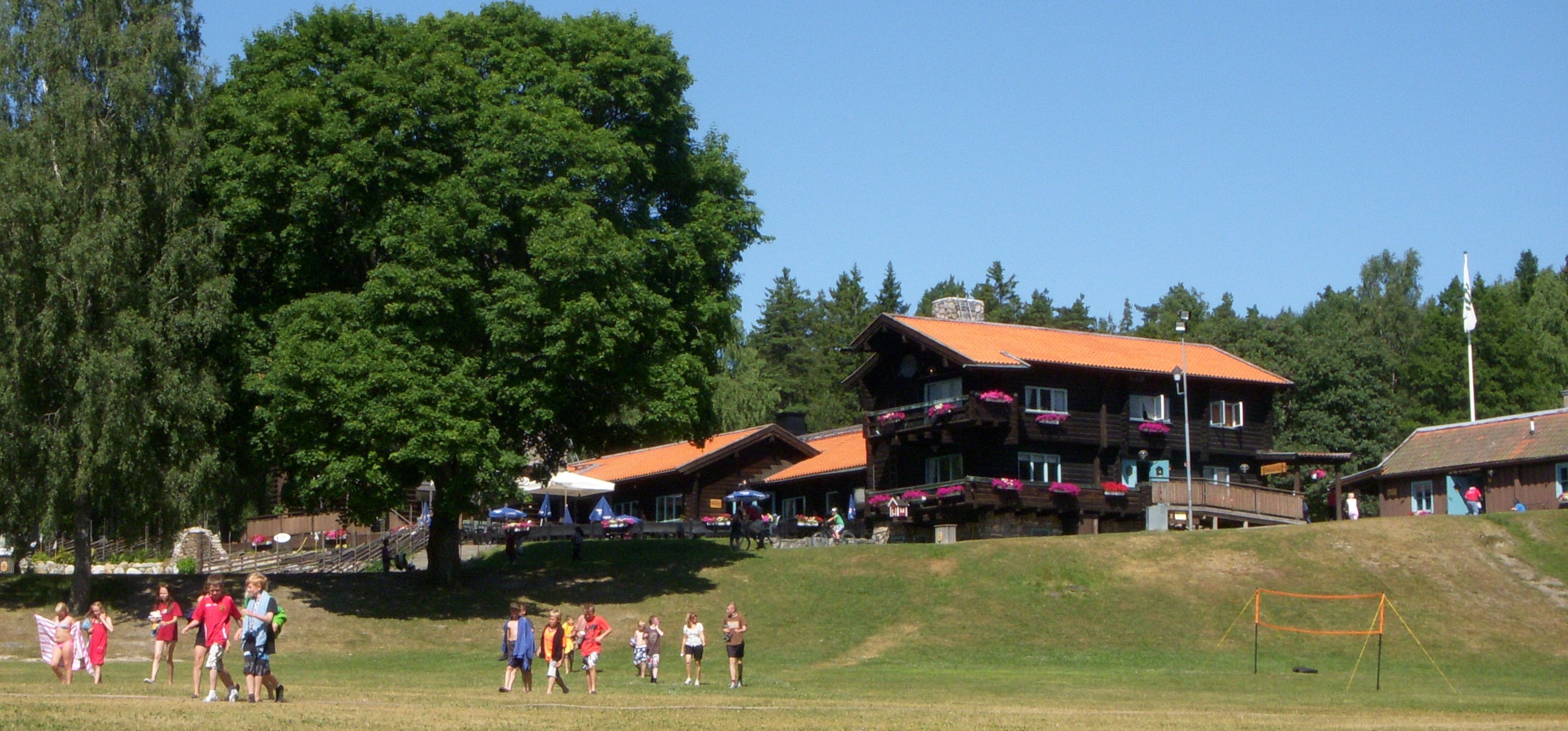
Lida friluftsgård vid sjön Getaren i Botkyrka kommun är en typisk anläggning för friluftslivet.

Friluftsliv är ett samlingsbegrepp för fritidsaktiviteter som genomförs utomhus och vilket inkluderar såväl organiserad som oorganiserad verksamhet. Till det organiserade friluftslivet hör de utomhusaktiviteter som sker i föreningsform. 

## Allmänt
Ett särskilt begrepp är det rörliga friluftslivet. Det rörliga friluftslivet skulle på 1980-talet främjas särskilt genom inrättandet av naturvårdsområden där tillgängligheten till naturen gavs särskilda resurser för att öka tillgängligheten till skog, mark och vatten utan de inskränkningar som naturreservat och nationalparker inneburit.
Många av aktiviteterna inom ramen för friluftsliv är av intresse för besökare och turister, men på grund av att verksamhetsgrenarna ofta haft olika huvudmän (turistbyrå/fritidssektorn) har samarbetet inte alltid varit det bästa tänkbara.

## Naturvårdsverket
Naturvårdsverket definierar begreppet friluftsliv utifrån förordningen SFS 2010:2008:
| ” | Friluftsliv är vistelse utomhus i natur- och kulturlandskap för välbefinnande och naturupplevelse utan krav på tävling. | „ |

## Vanliga friluftsaktiviteter
- Bushcraft
- Camping
- Cykling
- Fiske
- Frisksport
- Fågelskådning
- Geocaching
- Grillning
- Hajk
- Jakt
- Klättring
- Lajv
- Långfärdsskridskoåkning
- Orientering
- Paddling
- Scouting
- Ridning
- Safari
- Simning
- Skidåkning
- Svampplockning
- Vandring